# Мунчаев, Рауф Магомедович
Рау́ф Магоме́дович Мунча́ев (23 сентября 1928, Закаталы — 4 июля 2021, Москва) — советский и российский учёный-историк, специалист в области археологии, древней истории и культуры Кавказа и Ближнего Востока. Член-корреспондент Российской академии наук (с 2000 года). Директор Института археологии (1991—2003). Советник РАН, доктор исторических наук, профессор.

## Биография
По национальности лакец. Окончил среднюю школу в г. Закаталы, затем исторический факультет Дагестанского педагогического института (1949), работал там лаборантом. Поступил в аспирантуру Института истории материальной культуры АН СССР, где под руководством Е. И. Крупнова защитил кандидатскую диссертацию «Эпоха меди и бронзы в истории Дагестана (III—II тысячелетия до н. э.)» (1953, официальные оппоненты Н. Я. Мерперт и Б. Б. Пиотровский). Во время учёбы в аспирантуре слушал в МГУ лекции Б. Н. Гракова и С. В. Киселёва, участвовал в нескольких археологических экспедициях.
В 1953—1955 годах работал в Институте истории, языка и литературы Дагестанского филиала АН СССР. Вернувшись в Москву, стал сотрудником Института археологии АН СССР (РАН), где занимал должности младшего и старшего научного сотрудника, заместителя директора (1968—1991) и директора (1991—2003). Ответственный секретарь журнала «Советская археология» (1960—1964). Доктор исторических наук (1971, диссертация «Кавказ в эпоху энеолита и ранней бронзы (V—III тысячелетия до н. э.)»), профессор (1986). Член Бюро ОИН (ОИФН) РАН (1995—2006), член-корреспондент РАН c 26 мая 2000 года по Отделению истории (всеобщая история), советник РАН (с 2003). Председатель диссертационного совета ИА РАН, с 2009 года — руководитель группы по изучению археологии Кавказа.
Руководил рядом аспирантов Института археологии, в 1985—1999 годах был членом экспертного совета ВАК по историческим наукам, в 1987—1999 годах — членом Постоянного совета и Исполкома Международного союза до- и протоисториков. С 2004 года — председатель экспертного совета РГНФ по истории, археологии и этнографии.
Член-корреспондент Германского археологического института (1985) и Итальянского института Африки и Востока (1990), почётный профессор ДГУ (2009). Заместитель главного редактора, председатель редакционного совета многотомного издания «Археология СССР» («Российская археология»). Член Координационного совета РАН по гуманитарным и общественным наукам (с 1994), в разное время входил в состав редколлегий и редсоветов журналов «World Archeology», «Советская этнография», «Российская археология», «Вестник древней истории», «Общественные и гуманитарные науки. Серия „История“», «Проблемы истории, филологии и культуры».
Брат — историк Ш. М. Мунчаев (род. 1930).
Похоронен на Хованском кладбище.

## Научная деятельность
Р. М. Мунчаев известен как исследователь эпох неолита, энеолита и ранней бронзы Кавказа, в том числе дольменной культуры; организатор и руководитель комплексных археологических экспедиций на Ближнем Востоке, в Ставропольском крае, Болгарии и Афганистане.
Непосредственно полевая археологическая деятельность Мунчаева началась в 1950 году в составе экспедиции К. Ф. Смирнова. В 1951 году он проводил раскопки поселений и курганов срубной культуры в Среднем Поволжье. Также в 1950-е годы исследователь на основе археологических материалов показал переход населения Дагестана от присваивающего хозяйства к производящему.
Первые самостоятельные раскопки были проведены учёным в Чечено-Ингушской АССР. Ещё будучи аспирантом, Мунчаев осуществлял руководство Ассинским отрядом Северо-Кавказской археологической экспедиции и исследовал Луговой могильник (Мужичи) в Ингушетии, ранее изучавшийся Е. И. Крупновым. Планомерные раскопки могильника начались в 1952 году и были продолжены в 1955—1957 годах. Было исследовано 161 погребение в грунтовых ямах и два погребения энеолитической эпохи; обнаружены многочисленные предметы оружия, украшения, посуды, орудия труда и другой хозяйственно-бытовой инвентарь. Некоторые находки не имели аналогов среди описанных в литературе.
После раскопок Мунчаева Луговой могильник стал крупнейшим и наиболее исследованным объектом скифского времени на Северном Кавказе. Уникальный памятник позднекобанской культуры предоставил разнообразные материалы для характеристики эпохи раннего железа. По погребальному инвентарю могильник был датирован VI—V веками до н. э. Население, оставившее этот могильник, как считал автор раскопок, являлось исконно местным и по своей культуре было близко племенам Центрального Кавказа эпохи бронзы, поддерживало тесные и разносторонние связи с кочевыми степными племенами Предкавказья и закавказскими племенами. Материалы Лугового могильника были важны не только для изучения материальной и духовной культуры местных племён, но и для освещения различных вопросов истории Кавказа в скифский период.
В 1952 году на территории Лугового могильника было выявлено и подстилающее его поселение приблизительно XXIV—XXII веков до н. э. Оно раскапывалось Крупновым и Мунчаевым в течение трёх полевых сезонов. В результате было вскрыто 6000 м2 площади, выявлены бытовые постройки и очаги; большую часть находок представляли фрагменты керамической посуды и орудия из кремня.
Материалы раскопок Лугового поселения вошли в монографию Р. М. Мунчаева «Древнейшая культура Северо-Восточного Кавказа», в которой автор пришёл к выводу, что это поселение имеет сходные черты с раннебронзовыми памятниками как Закавказья, так и Северного Кавказа. Исследователь рассмотрел орудия труда и керамический материал Лугового поселения, сопоставляя его с материалами других синхронных памятников региона.
Луговое поселение является одним из наиболее северных памятников куро-араксской культуры, но в то же время по ряду существенных признаков (формы и характер керамики и орнамента) Мунчаеву удалось установить и связи этого памятника с майкопской культурой. Археологические материалы, полученные в результате работ на Луговом поселении, дали возможность глубже заняться изучением контактов куро-араксской и майкопской культур, сочетание элементов которых прослежено на данном памятнике.
Исследователь работал и на других археологических объектах на территории Ингушетии. В частности, им были раскопаны подкурганные погребения около селения Аршты, относившиеся к разным хронологическим пластам и существенно дополнившие знания о материальной культуре и погребальной обрядности предков чеченцев и ингушей. К основным публикациям Р. М. Мунчаева по данной теме относятся «Археологические раскопки в Ассинском ущелье в 1956 г.», «Луговой могильник», «Бамутский могильник», «Население Чечено-Ингушетии при первобытнообщинном строе».
В 1969—1984 годах Мунчаев руководил Иракской (Месопотамской) археологической экспедицией, раскопки которой внесли значительный вклад в изучение древней истории Ближнего Востока. С 1988 года является начальником Сирийской археологической экспедиции Института археологии. Экспедиция в течение десяти полевых сезонов провела раскопки в Хабурской степи на поселениях Телль Хазна l и Телль Хазна 2, сохранившихся в виде холмов. Нижние слои толщиной в 4 метра относятся ко времени Убейдской и Урукской культур Месопотамии, а верхние общей толщиной 12 м — к раннединастической эпохе. Раскопками установлено, что здесь в конце IV — первой половине III тысячелетий до н. э. находился крупный культурный и административный центр, проводились религиозные обряды, связанные с земледельческим культом, хранились и распределялись большие запасы зерна.
Сирийская экспедиция на площади 3000 м2 выявила остатки более 400 различных построек, храмового комплекса и оборонительных сооружений. К ценным результатам привели раскопки и на памятнике Телль Хазна 2. Нижние слои этого многослойного памятника относятся к раннему этапу Хассунской культуры, а также к Халафской, Урукской культурам и раннединастическому времени.

## Основные работы
Автор более 400 научных публикаций; в том числе 12 монографий:
- Древнейшая культура Северо-Восточного Кавказа // МИА. — 1961. — № 100;
- Кавказ в эпоху энеолита и ранней бронзы (1971),
- Кавказ на заре бронзового века. — М., 1975;
- Раннеземледельческие поселения Северной Месопотамии. — М., 1981 (в соавт. с Н. Я. Мерпертом);
- Энеолит Кавказа // Археология СССР: Энеолит. — М., 1982;
- Kunst und Kultur in Nordkaukasus. — Leipzig, 1988 (в соавт. с В. И. Марковиным);
- Куро-аракская культура. Майкопская культура // Археология: Эпоха бронзы Кавказа и Средней Азии. Ранняя и средняя бронза Кавказа. — М., 1994;
- Ранняя и средняя бронза Кавказа (Археология. Эпоха бронзы Кавказа и средней Азии);
- Северный Кавказ. Очерки древней и средневековой истории и культуры. — 2003 (в соавт. с В. И. Марковиным);
- Телль Хазна 1. Культово-административный центр IV—III тыс. до н. э. в Северо-Восточной Сирии. — М., 2004. (в соавт. с Н. Я. Мерпертом и Ш. Н. Амировым);
- Археология Афганистана. В дни мира и дни войны, 2014 (в соавт. с Г. А. Кошеленко и В. А. Гаибовым).

Статьи
«И мир встаёт — столетье за столетьем» (1976, в соавт. с В. И. Гуляевым)

## Награды
- Лауреат Государственной премии Российской Федерации в области науки и техники (1999);[6]
- Орден Дружбы (1998);
- Орден Почёта (2009);
- медали;
- Заслуженный деятель науки РСФСР (1989);
- Заслуженный деятель науки Дагестанской АССР (1982);
- Заслуженный деятель науки Республики Ингушетия (2008).